# Saison 7 de New York, police judiciaire
Chronologie
Saison 6 Saison 8
La septième saison de New York, police judiciaire, série télévisée américaine, est constituée de vingt-trois épisodes, diffusée du 18 septembre 1996 au 21 mai 1997 sur NBC.

## Distribution

### Acteurs principaux
- Jerry Orbach : détective Lennie Briscoe
- Benjamin Bratt : détective Reynaldo Curtis
- S. Epatha Merkerson : lieutenant Anita Van Buren
- Sam Waterston : premier substitut du procureur Jack McCoy
- Carey Lowell : substitut du procureur Jamie Ross
- Steven Hill : procureur Adam Schiff

## Épisodes

### Épisode 1:Cadeau mortel
- États-Unis : 18 septembre 1996 sur NBC

### Épisode 2:Double identité
- États-Unis : 25 septembre 1996 sur NBC

### Épisode 3:Amour impossible
- États-Unis : 2 octobre 1996 sur NBC

### Épisode 4:Pour quelques vieilles pièces
- États-Unis : 23 octobre 1996 sur NBC

### Épisode 5:Corruption
- États-Unis : 30 octobre 1996 sur NBC

### Épisode 6:Au nom de la science
- États-Unis : 6 novembre 1996 sur NBC

### Épisode 7:Papa est parti
- États-Unis : 13 novembre 1996 sur NBC

### Épisode 8:Affaires de famille
- États-Unis : 20 novembre 1996 sur NBC

### Épisode 9:L'Union fait la force
- États-Unis : 8 janvier 1997 sur NBC

### Épisode 10:La Femme de mon meilleur ami
- États-Unis : 15 janvier 1997 sur NBC

### Épisode 11:Une employée modèle
- États-Unis : 5 février 1997 sur NBC

### Épisode 12:Intérêts fatals
- États-Unis : 12 février 1997 sur NBC

### Épisode 13:À mon époux regretté
- États-Unis : 19 février 1997 sur NBC

### Épisode 14:Double vie
- États-Unis : 26 février 1997 sur NBC

### Épisode 15:Un corps encombrant(1/3)
- États-Unis : 13 mars 1997 sur NBC

### Épisode 16:Volte-face(2/3)
- États-Unis : 20 mars 1997 sur NBC

### Épisode 17:Dénouement(3/3)
- États-Unis : 27 mars 1997 sur NBC

### Épisode 18:Libération anticipée
- États-Unis : 2 avril 1997 sur NBC

### Épisode 19:Accords et Désaccords
- États-Unis : 16 avril 1997 sur NBC

### Épisode 20:Témoignage de première importance
- États-Unis : 30 mai 1997 sur NBC

### Épisode 21:Crime passionnel
- États-Unis : 7 mai 1997 sur NBC

### Épisode 22:Passé imparfait
- États-Unis : 14 mai 1997 sur NBC

### Épisode 23:La Fin du voyage
- États-Unis : 21 mai 1997 sur NBC